# Patentanwaltskammer
Die Patentanwaltskammer ist die berufsständische Vertretung von Patentanwälten.

## Deutschland
Die Zulassung zur Patentanwaltschaft führt in Deutschland kraft Gesetz zur Pflichtmitgliedschaft in der Patentanwaltskammer.
Die Patentanwaltskammer ist eine bundesunmittelbare Körperschaft des öffentlichen Rechts mit Sitz in München. Sie nimmt als „mittelbare Staatsverwaltung“ die ihr durch Gesetz übertragenen staatlichen Aufgaben wahr. Unter anderem wirkt sie z. B. bei den Verfahren der Zulassung zur Patentanwaltschaft mit, überwacht die Einhaltung des Berufsrechts und vermittelt bei Streitigkeiten zwischen einzelnen Patentanwälten. Einzelheiten ihrer Aufgaben und Befugnisse ergeben sich aus der Patentanwaltsordnung (PAO).
Präsident der Patentanwaltskammer ist seit Januar 2022 Christof Keussen, sein Vorgänger war Nanno M. Lenz.

## Österreich
Die Patentanwaltskammer in Österreich ist eine Körperschaft des öffentlichen Rechts mit Sitz in Wien. Die Patentanwaltskammer hat zur Aufgabe, die gemeinsamen beruflichen, sozialen und wirtschaftlichen Interessen der Patentanwälte wahrzunehmen, die Erfüllung der Berufspflicht zu überwachen und für die Wahrung der Ehre und Würde des Standes zu sorgen. Präsident der österreichischen Patentanwaltskammer ist Daniel Alge.